# Gran Premio de Suecia de Motociclismo de 1986
El Gran Premio de Suecia de Motociclismo de 1986 fue la décima prueba de la temporada 1986 del Campeonato Mundial de Motociclismo. El Gran Premio se disputó el 8 y 9 de agosto de 1986 en el Circuito de Anderstorp.

## Resultados 500cc
El estadounidense Eddie Lawson se coronó campeón del título mundial con la victoria en este Gran Premio y la vuelta rápida. Lawson lo hizo por delante de Wayne Gardner (que partía desde la pole position) y el también estadounidense Mike Baldwin.
| Pos.     | Piloto              | Moto   | Tiempo    | Pts. |
| -------- | ------------------- | ------ | --------- | ---- |
| 1        | Eddie Lawson        | Yamaha | 48.59.33  | 15   |
| 2        | Wayne Gardner       | Honda  | 49.15.37  | 12   |
| 3        | Mike Baldwin        | Yamaha | 49.17.77  | 10   |
| 4        | Robert McElnea      | Yamaha | 49.18.89  | 8    |
| 5        | Raymond Roche       | Honda  | 49.41.57  | 6    |
| 6        | Didier de Radiguès  | Honda  | 49.49.06  | 5    |
| 7        | Niall Mackenzie     | Suzuki | 49.57.79  | 4    |
| 8        | Randy Mamola        | Yamaha | 50.08.74  | 3    |
| 9        | Ron Haslam          | ELF    | 1 Vuelta  | 2    |
| 10       | Wolfgang von Muralt | Suzuki | 1 Vuelta  | 1    |
| 11       | Marco Gentile       | Fior   | 1 Vuelta  |      |
| 12       | Peter Linden        | Honda  | 1 Vuelta  |      |
| 13       | Boet van Dulmen     | Honda  | 1 Vuelta  |      |
| 14       | Shungi Yatsushiro   | Honda  | 1 Vuelta  |      |
| 15       | Paul Iddon          | Suzuki | 1 Vuelta  |      |
| 16       | Manfred Fischer     | Honda  | 1 Vuelta  |      |
| 17       | Henk van der Mark   | Honda  | 1 Vuelta  |      |
| 18       | Simon Buckmaster    | Honda  | 1 Vuelta  |      |
| 19       | Eero Hyvärinen      | Honda  | 1 Vuelta  |      |
| 20       | Alan Jeffrey        | Suzuki | 1 Vuelta  |      |
| 21       | Mile Pajic          | Honda  | 1 Vuelta  |      |
| 22       | Maarten Duyzers     | Suzuki | 1 Vuelta  |      |
| 23       | Esko Kuparinen      | Honda  | 2 Vueltas |      |
| 24       | Paul Ramon          | Suzuki | 2 Vueltas |      |
| 25       | Claus Wulff         | Suzuki | 2 Vueltas |      |
| 26       | Åke Dahli           | Suzuki | 2 Vueltas |      |
| Ret      | Fabio Biliotti      | Honda  | Ret       |      |
| Ret      | Peter Sköld         | Honda  | Ret       |      |
| Ret      | Dietmar Mayer       | Honda  | Ret       |      |
| Ret      | Ari Rämö            | Honda  | Ret       |      |
| Ret      | Lars Johansson      | Suzuki | Ret       |      |
| Ret      | Christian Le Liard  | Honda  | Ret       |      |
| Ret      | Helmut Schütz       | Honda  | Ret       |      |
| Ret      | Josef Doppler       | Suzuki | Ret       |      |
| Ret      | Christopher Bürki   | Honda  | Ret       |      |
| Ret      | Marc Phillips       | Suzuki | Ret       |      |
| DNS      | Marco Papa          | Honda  | DNS       |      |
| Sources: |                     |        |           |      |

## Resultados 250cc
Como en la categoría reina, también el Gran Premio de Suecia presenció la victoria de nuevo campeón mundial de 250. El venezolano Carlos Lavado ase proclamó campeón con la victoria en este Gran Premio en una carrera que se disputó el sábado y recortada por las condiciones atmosféricas adversas. Lavado entró por delante de su rival para el título, el español Sito Pons, que fue segundo, y del francés Jean-François Baldé, que acabó tercero.
| Pos. | Piloto                 | Moto        | Tiempo    | Pts. |
| ---- | ---------------------- | ----------- | --------- | ---- |
| 1    | Carlos Lavado          | Yamaha      | 39.13.54  | 15   |
| 2    | Sito Pons              | Honda       | 39.17.44  | 12   |
| 3    | Jean-François Baldé    | Honda       | 39.18.74  | 10   |
| 4    | Maurizio Vitali        | Garelli     | 39.30.35  | 8    |
| 5    | Dominique Sarron       | Honda       | 39.30.80  | 6    |
| 6    | Stéphane Mertens       | Yamaha      | 39.34.62  | 5    |
| 7    | Jacques Cornu          | Honda       | 39.38.82  | 4    |
| 8    | Jean Foray             | Chevallier  | 39.40.62  | 3    |
| 9    | Siegfried Minich       | Honda       | 39.54.83  | 2    |
| 10   | Alan Carter            | Cobas-Rotax | 39.57.99  | 1    |
| 11   | Niall Mackenzie        | Armstrong   | 40.35.94  |      |
| 12   | Martin Wimmer          | Yamaha      | 40.36.39  |      |
| 13   | Tadahiko Taira         | Yamaha      | 40.39.59  |      |
| 14   | Guy Bertin             | Parisienne  | 40.51.23  |      |
| 15   | Roland Freymond        | Yamaha      | 41.06.55  |      |
| 16   | Herbert Besendörfer    | Yamaha      | 1 Vuelta  |      |
| 17   | Philippe Pagano        | Honda       | 1 Vuelta  |      |
| 18   | Jean-Michel Mattioli   | Yamaha      | 1 Vuelta  |      |
| 19   | Carlos Cardús          | Honda       | 2 Vueltas |      |
| 20   | Jean-Louis Guignabodet | MIG         | 2 Vueltas |      |
| Ret  | Donnie McLeod          | Armstrong   | Ret       |      |
| Ret  | Anton Mang             | Honda       | Ret       |      |
| Ret  | Harald Eckl            | Honda       | Ret       |      |
| Ret  | Virginio Ferrari       | Honda       | Ret       |      |
| Ret  | Stefano Caracchi       | Aprilia     | Ret       |      |
| Ret  | Fausto Ricci           | Honda       | Ret       |      |
| Ret  | Reinhold Roth          | Honda       | Ret       |      |
| Ret  | Loris Reggiani         | Aprilia     | Ret       |      |
| Ret  | Jean-Louis Tournadre   | Yamaha      | Ret       |      |
| Ret  | Christian Boudinot     | Cobas       | Ret       |      |
| Ret  | René Delaby            | Rotax       | Ret       |      |
| Ret  | Bobby Issazadhe        | Chimoto     | Ret       |      |
| Ret  | Gary Noel              | EMC         | Ret       |      |
| Ret  | Håkan Olsson           | MBA         | Ret       |      |
| Ret  | Massimo Matteoni       | Honda       | Ret       |      |

## Resultados 125cc
En 125, doblete de los pilotos oficiales de Garelli con Fausto Gresini por delante de Luca Cadalora y otro italiano en el tercer puesto del podio, Domenico Brigaglia. En la clasificación general, Cadalora sigue en cabeza con nueve puntos de ventaja sobre Gresini.
| Pos. | Piloto                 | Moto    | Tiempo   | Pts. |
| ---- | ---------------------- | ------- | -------- | ---- |
| 1    | Fausto Gresini         | Garelli | 40.40.50 | 15   |
| 2    | Luca Cadalora          | Garelli | 40.43.47 | 12   |
| 3    | Domenico Brigaglia     | Ducados | 41.07.22 | 10   |
| 4    | Bruno Kneubühler       | MBA     | 41.12.09 | 8    |
| 5    | Lucio Pietroniro       | MBA     | 41.12.41 | 6    |
| 6    | Johnny Wickström       | Tunturi | 41.15.26 | 5    |
| 7    | Thierry Feuz           | MBA     | 41.39.96 | 4    |
| 8    | Adi Stadler            | MBA     | 41.53.42 | 3    |
| 9    | Pier Paolo Bianchi     | MBA     | 41.56.97 | 2    |
| 10   | Håkan Olsson           | Starol  | 41.57.14 | 1    |
| 11   | Andrés Sánchez         | MBA     | 41.57.38 |      |
| 12   | Thomas Møller-Pedersen | MBA     | 42.20.93 |      |
| 13   | Esa Kytölä             | MBA     | 42.22.04 |      |
| 14   | Robin Milton           | MBA     | 42.23.09 |      |
| 15   | Peter Sommer           | MBA     | 42.23.28 |      |
| 16   | Mike Leitner           | MBA     | 1 Vuelta |      |
| 17   | Jörgen Ask             | MBA     | 1 Vuelta |      |
| 18   | Mogens Johansen        | MBA     | 1 Vuelta |      |
| 19   | Iván Troisi            | MBA     | 1 Vuelta |      |
| 20   | Ton Spek               | MBA     | 1 Vuelta |      |
| Ret  | August Auinger         | MBA     | Ret      |      |
| Ret  | Ezio Gianola           | MBA     | Ret      |      |
| Ret  | Jean-Claude Selini     | MBA     | Ret      |      |
| Ret  | Claudio Macciotta      | MBA     | Ret      |      |
| Ret  | Paolo Casoli           | MBA     | Ret      |      |
| Ret  | Jacques Hutteau        | MBA     | Ret      |      |
| Ret  | Olivier Liégeois       | Assmex  | Ret      |      |
| Ret  | Hannu Kallio           | MBA     | Ret      |      |
| Ret  | Willy Pérez            | MBA     | Ret      |      |
| Ret  | Paul Bordes            | MBA     | Ret      |      |
| Ret  | Christian Le Badezet   | MBA     | Ret      |      |
| Ret  | Willy Hupperich        | MBA     | Ret      |      |
| Ret  | Boy van Erp            | MBA     | Ret      |      |
| Ret  | Bady Hassaine          | MBA     | Ret      |      |
| Ret  | Marcelino García       | Ducados | Ret      |      |